# Allmosa
|  | Wiktionary har en ordboksartikel om allmosa. |

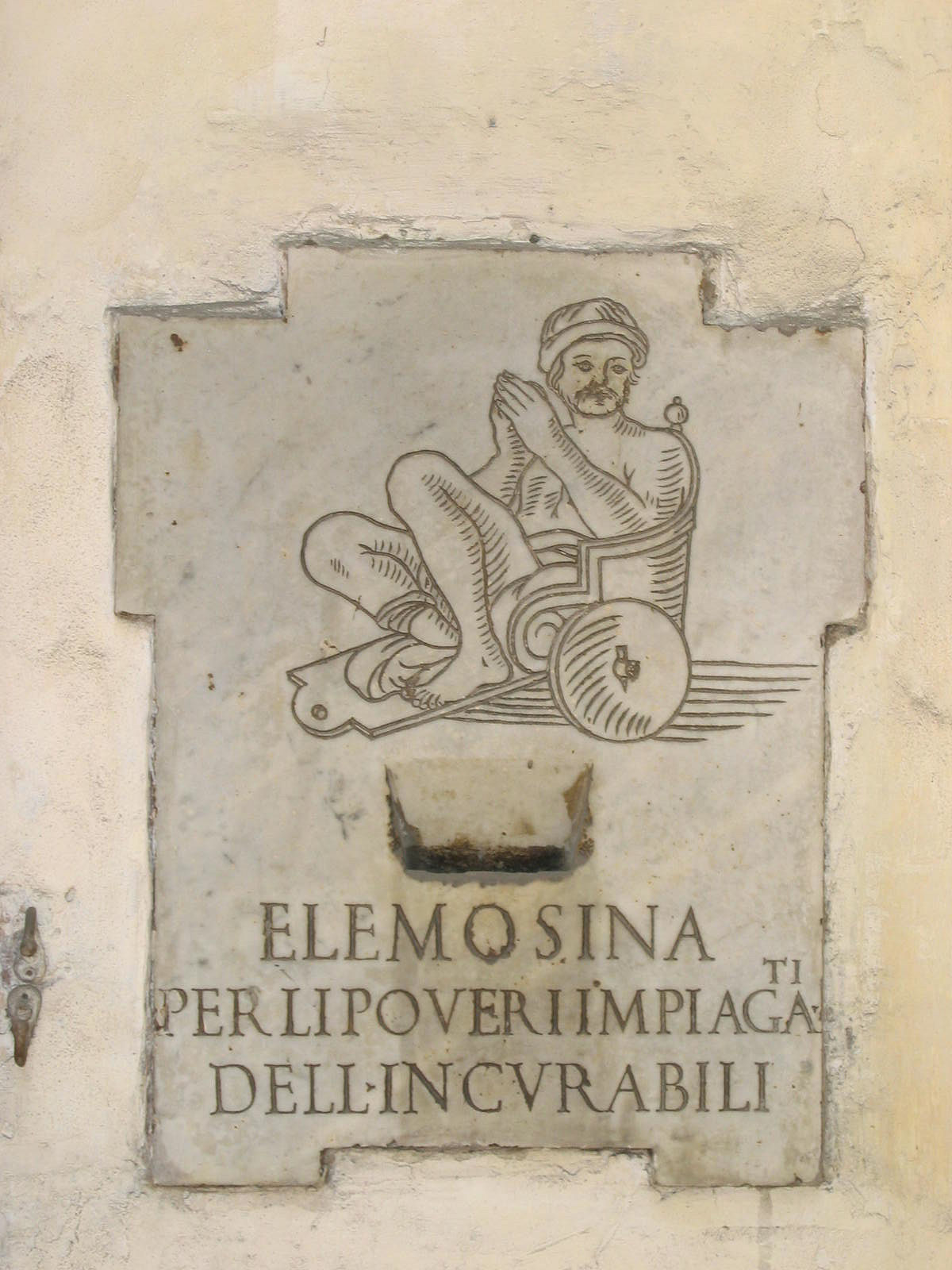
Allmosebössa
Texten lyder i översättning: "Allmosor för de stackars plågade obotliga".
Bössan är placerad vid porten till sjukhuskyrkan Santa Maria in Porta Paradisi i Rom.

Allmosa (från grekiskans ἐλεημοσύνη, "barmhärtighet") är en gåva för omsorg om de fattiga. Många religioner uppmanar till allmosegivande.
I kristendomen ses allmosan som barmhärtighetsgåva till nödlidande och  är en handling av kärlek till nästan.
Inom islam bör man skilja mellan å ena sidan zakat, den allmosa som är en religiös plikt gentemot Gud, en av de fem pelarna, och å andra sidan sadaqa, frivillig allmosa, som behagar Gud.
Inom judendomen skall man ge allmosor, som heter tzedakah. Traditionella judar ger en tiondel av sin inkomst till de behövande.

## Galleri

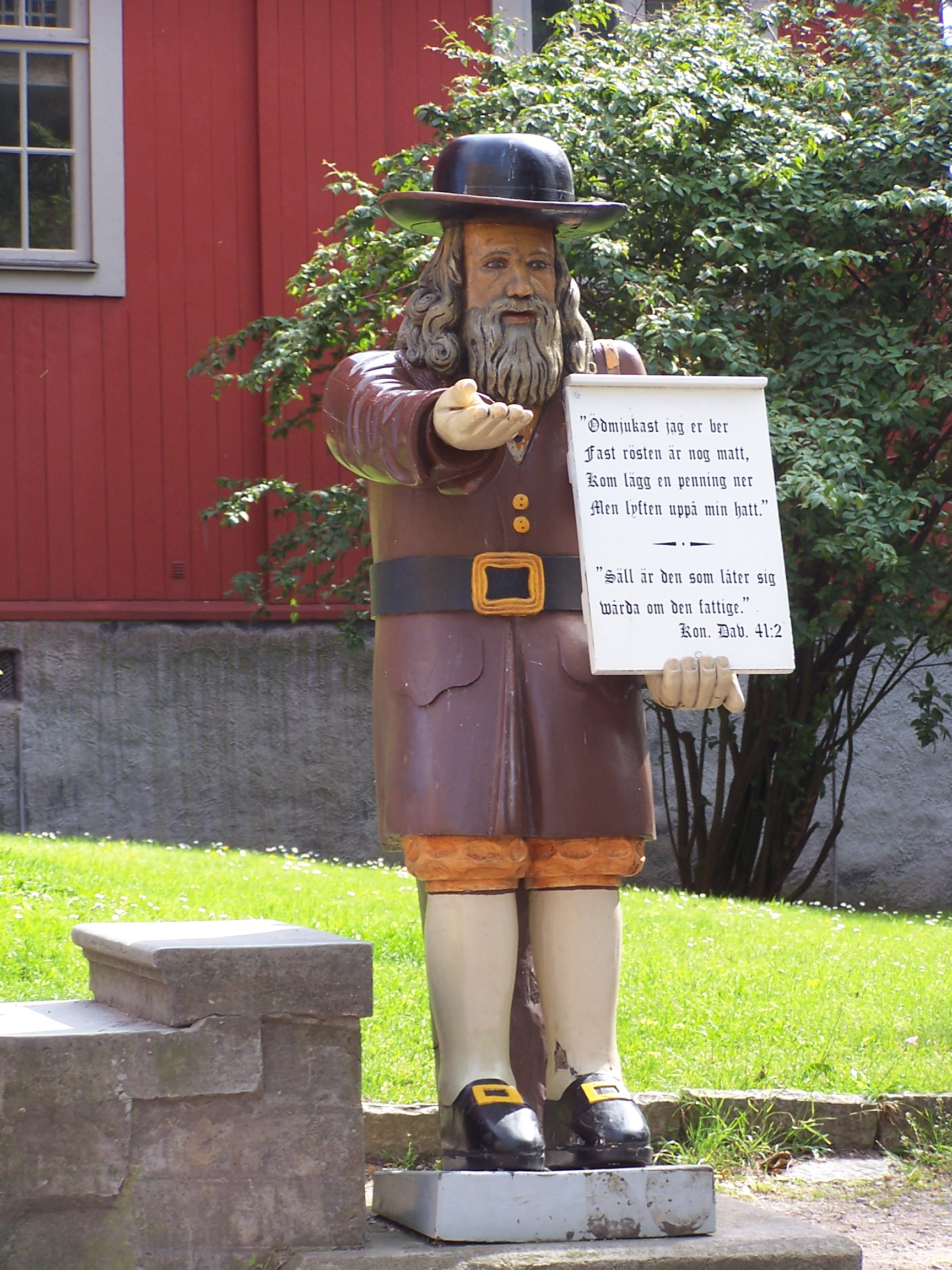
Gubben Rosenbom ber om en allmosa utanför  Amiralitetskyrkan i Karlskrona.